# Бађи
Станко Недељковић, познат под уметничким именом Бађи, је српски певач и фолк музичар.

## Биографија
Пореклом је са Косова и Метохије. Пробој на музичкој сцени је остварио почетком 2000-их година. Наступа на просторима Србије, Републике Српске и свим земљама где живи српска дијаспора. Објавио је музичке албуме за Гранд продукцију , ВИП продукцију i Сезам продукцију. Његов лик се на кратко појављује у анимираном филму Џет-сет. Најпознатије Бађијеве песме су: Пусте паре проклете, Бело одело, Валентина, Колико те лудо волим ја, Боже како лепа је и многе друге.

## Дискографија
- Бађи (2003)
- Хеј црна жено (2005)
- извор сајт Discogs